# Ombudsman de los Niños
El Ombudsman de los Niños (Representante Ciudadano de los Niños), Comisionado de los Niños, Defensor Infantil, Comisión de los Niños o cualquier organismo equivalente, es en varios países la autoridad pública encargada de la protección y concienciación de los derechos de los niños y los jóvenes, ya sea en la sociedad en general, o en categorías específicas, como niños en contacto con el sistema de cuidado. Estas agencias usualmente tienen un grado de independencia sustancial del poder ejecutivo, y generalmente operan como oficinas defensoras del Pueblo especializadas o instituciones nacionales de derechos humanos, manejando quejas individuales, realizando entrevistas y consultas con otras autoridades públicas, dirigiendo investigaciones, y −allí donde su mandato les permita, involucrarse en la defensa− por lo general promoviendo los derechos de los niños en política pública, ley y práctica. La creación de dichas instituciones ha sido apoyada por el Comité de los Derechos del Niño de la Organización de las Naciones Unidas y, desde 1990 en adelante, por el Consejo de Europa.
Mayormente un fenómeno europeo, aunque también existe en otras regiones, muchas de las instituciones pertenecen a la Red Europea de Ombudspersons para los Niños (ENOC por sus siglas en inglés). También hay redes subregionales, incluyendo la Red de Ombudspersons de los Derechos de los Niños en Europa del Sur y del Este (CRONSEE por sus siglas en inglés), creada en el 2006, y la Red Británica e Irlandesa de Ombudsmen y Comisionados de los Niños (BINOCC por sus siglas en inglés), que fueron impulsadas por primera vez en el 2005.

## Los servicios de los Ombudsman de los Niños por país

### Argentina
La figura del Defensor o Defensora específico de niñez surge a partir de la sanción de la Ley de Protección Integral de los Derechos de las Niñas, Niños y Adolescentes N°26061, del 28 de septiembre del año 2005, que en su artículo 47 establece la figura del Defensor de los Derechos de las Niñas, Niños y Adolescentes. Éste/a tendrá a su cargo velar por la protección y promoción de los derechos consagrados en la Constitución Nacional, la Convención sobre los Derechos del Niño y las leyes nacionales.
Desde la sanción de la mencionada Ley en el año 2005, son muchas las instituciones, organizaciones sociales y políticas -once de ellas reunidas en el Colectivo Infancia en Deuda- las que reclaman por la designación del Defensor/a, tarea pendiente a cargo del Congreso de la Nación.
El 28 de febrero de 2020, Marisa Graham fue designada como Defensora de los Derechos de las Niñas, Niños y Adolescentes de la República Argentina.
La ley de protección integral determina, que la designación del Defensor de Niños, Niñas y Adolescentes se hará con una Comisión Bicameral, integrada por cinco miembros de la Cámara de Diputados y cinco de la Cámara de Senadores, respetando la proporción en la representación política, quienes convocarán a un concurso público de antecedentes y oposición y, tras ello, propondrán al plenario de cada Cámara de uno a tres candidatos para ocupar el cargo de la Defensoría, mediante el voto de las dos terceras partes de sus miembros. Dicha comisión propondrá de uno a tres candidatas o candidatos al pleno de ambas cámaras, luego de realizar un concurso de oposición y antecedentes.
En el año 2012 el Senado aprobó el Proyecto de Resolución (S 1598/12) que resuelve crear la “Comisión Bicameral de los Derechos de Niñas, Niños y Adolescentes”, mientras que la Cámara de Diputados hizo lo propio en 2013 (Expte. 7335-D-2013), pese a lo cual, la Comisión aún no había sido integrada, coartando así toda posibilidad de que se ponga en marcha el proceso de selección establecido por la norma.
El 9 de marzo de 2017 la justicia finalmente resolvió admitir la acción de amparo promovida y exhortó al Congreso de la Nación a la designación del Defensor del Niño.
El 14 de marzo de 2017 Gabriela Michetti y Emilio Monzó, presidentes de la Cámara de Senadores y de Diputados respectivamente, firmaron una resolución para conformar la Comisión Bicameral legislativa de 10 miembros que, con los votos de dos de sus terceras partes, debe nombrar a quien ocupará el cargo.
Pocos días después, el Congreso dictó la Resolución Conjunta N° 14 de 2017 designando a las y los integrantes de la Comisión Bicameral Especial de art. 49 de la ley 26.061.
El 31 de mayo se reunió por primera vez y fueron designadas sus autoridades:
La comisión bicameral está presidida por la diputada Carla Carrizo (UCR) y su vicepresidenta es la senadora Norma Durango (PJFPV). También la integran los Senadores Juan Manuel Abal Medina (PJ), Sigrid Kunath (PJ), Pamela Verasay (UCR) y Adolfo Rodríguez Saá (Peronismo Federal) y los Diputados Samanta Acerenza (Cambiemos), Mayra Mendoza (PJ-FPV), Verónica Mercado (PJ-FPV) y Florencia Peñaloza (Compromiso San Juan).
A nivel provincial, las provincias de Santa Fe, Córdoba, La Pampa, Misiones y Santiago del Estero ya cuentan con Defensorías de Niñez.

### Australia
El primer Comisionado Nacional de los Niños, designada en febrero de 2013 por un término de cinco años comenzando en marzo, es Megan Mitchell, antigua Comisionada de la Infancia y la Juventud de Nueva Gales del Sur. Su tarea es la de promover la discusión pública y la concienciación en cuestiones que afecten a los niños; hacer investigaciones y programas educativos; consultar directamente con niños y organizaciones representantes; examinar la legislación, políticas y programas de la comunidad que se relacionen con los derechos humanos de los niños. La Comisión Australiana de los Derechos Humanos propuso la creación de la oficina en 2010, y el Comisionado se basaría dentro del AHRC.
El Commonwealth Ombudsman y el Ombudsmen estatal tenían cierta jurisdicción en cuestiones que afectaban a los niños.
Oficinas comisionadas de los niños, variando en cometidos, han sido creadas a nivel estatal como territorial. La mayoría tiene cometidos limitados, enfocándose en niños con desventajas como aquellos en cuidado del gobierno, o niños que no poseen a nadie que actúen por ellos.
- En el Territorio de la Capital Australiana, la Comisión de los Derechos Humanos del Territorio de la Capital Australiana incluye un Comisionado de la Infancia y la Juventud.[8] La oficina tiene un amplio mandato para promover y proteger los derechos de todos los niños en el TCA.[7] El Comisionado del TCA actual es Alasdair Roy.[6]
- La creación de una Comisión de la Infancia y la Juventud[9] en Nueva Gales del Sur siguió una reforma legislativa en 1998 que brindó responsabilidades específicas de protección infantil al ombudsman estatal.[1]
- En el Territorio del Norte, la Oficina del Comisionado de la Infancia fue establecida por la Ley de Cuidado de la Asamblea y Protección de los Niños de 2007. Su cometido inicialmente restringido -incluyendo manejo de denuncias, monitoreo de seguimiento de la Investigación sobre la Protección de los Niños Aborígenes del Abuso Sexual, reducción de la mortandad infantil, y otras cuestiones- fue expandido significativamente por una enmienda legislativa en el 2011 dando el derecho de realizar investigaciones por su propia cuenta.[10] El Comisionado actual es Howard Bath.
- Comisión de Queensland de la Infancia y la Juventud, y Protector Infantil.[11]
- La Oficina del Protector de la Infancia y la Juventud, Australia Meridional.[12]
- La Oficina del Comisionado de la Seguridad Infantil, Victoria.[13]
- El Comisionado de la Infancia y la Juventud, Australia Occidental .[14]

### Austria
El Ombudsman Federal de los Niños (en alemán: Kinder- und Jugendanwaltschaft des Bundes) fue establecido por el Acta Federal del Bienestar de la Juventud de 1989, desde entonces cada uno de los nueve Bundesländer (estados) establecieron un Ombudsman de la Infancia y la Juventud. La oficina federal está fundada a través del Ministro Federal de Seguridad Social, Generación y Protección del Consumidor.

### Bangladés
A pesar de que ninguna oficina ha sido establecida aún, el científico social Kamal Uddin Siddiqui, un antiguo miembro del Comité de los Derechos de los Niños de la ONU, desde marzo de 2004 ha promovido el establecimiento de un Ombudsman de los Niños para Bangladés. Dirigió una delegación gubernamental a Francia, Noruega y Suecia en febrero de 2004 para estudiar a las instituciones Ombudsman de los Niños de esos países.

### Bélgica
Bélgica tiene dos agencias, las cuales pertenecientes a la red ENOC.
La Comisión de los Derechos Infantiles (en neerlandés: Kinderrechtencommissariaat) fue establecida por el Parlamento Flamenco en junio de 1998. Los servicios de la comisión incluyen mediación, información, quejas sobre posibles violaciones a los derechos de los niños y asesoría política. Dirige información pública y campañas educativas, conduce y monitorea investigaciones, y ofrece su perspectiva en iniciativas legislativas que afectan a los menores. La Comisión se reporta anualmente al Parlamento Flamenco. El Comisionado actual, Bruno Vanobbergen, fue nombrado en 2009.
Bernard De Vos es el Comisionado de los Derechos de los Niños de la Comunidad Francesa de Bélgica (del francés: Délégué général de la Communauté française aux droits de l’enfant), que tiene un rango similar de funciones pero fue creado, y se reporta, al Parlamento de la Comunidad Francesa de Bélgica.

### Bosnia y Herzegovina
El Ombudsman de los Derechos Humanos de Bosnia y Herzegovina tiene como uno de sus siete departamentos una Sección de los Derechos Infantiles (Bosnian: Odjel za praćenje prava djece), y es miembro completo de ENOC.
La República Srpska tiene un Ombudsman para Niños (Serbio: Ombudsmana za djecu), también miembro del ENOC. La oficina, establecida en 2008, promueve la obediencia legislativa con la Convención de los Derechos del Niño de la ONU; investiga presuntas violaciones de los derechos e intereses de los niños; defiende los derechos e intereses de los niños, y dirige información pública y trabajo educativo.

### Canadá
Las provincias canadienses tienen una variedad de agencias que sirven más o menos como defensoras independientes de los niños, particularmente a aquellos que han sido parte de servicios sociales. Difieren en mandato pero comparten un compromiso con los derechos de los niños y coordinan sus actividades a través del Consejo Canadiense de Defensores de los Niños y Jóvenes (CCPCYA por sus siglas en inglés).
- En Alberta, el ministro de los Servicios Infantiles creó una oficina de Defensa de los Niños en septiembre de 1989; en 2004 se volvió la Oficina Defensora Infantil y de la Juventud (OCYA por sus siglas en inglés). Como sistema interno de defensa, el servicio de la Defensora podía ser accesada solamente por, o en nombre de, jóvenes ya servidos bajo el Acta de Fortalecimiento Infantil, de la Juventud y la Familia o el Acta de Niños Explotados Sexualmente (PSECA por sus siglas en inglés).[21]
- En Columbia Británica, el Representante de los Niños y la Juventud (RCY por sus siglas en inglés) brinda asesoría política y servicios de defensa de parte de todos los niños y jóvenes (menores de 19 años), y en particular, apoya a niños, jóvenes y familias que necesitan ayuda en lidiar con los servicios de cuidado impartidos por el Ministerio de la Infancia y el Desarrollo Familiar.[22] Anterior a la creación del RCY, el Ombudsman provincial tenía, en 1987, designado un Ombudsman Delegado para la Infancia y la Juventud.[1]
- En Manitoba, a pesar de estar limitado a tratar con niños y jóvenes que hubiesen estado en contacto con cuidado infantil oficial y servicios de adopción, la Oficina Defensora de los Niños de Manitoba tiene un grado de independencia, y funciones de solucionador de conflictos y de asesoría, simliar a aquellos en un ombudsman.[23]
- El Ombudsman de Nueva Escocia tiene una sección defensora infantil.[1]
- El Defensor Infantil de Saskatchewan es Bob Pringle.

### Chile
Defensoría de los Derechos de la Niñez
En 1990 el Estado de Chile ratificó la Convención sobre los Derechos del Niño. A partir de entonces, Chile adquirió el compromiso de adoptar todas las medidas administrativas, legislativas y de cualquier índole que sean necesarias para propender a dar efectividad a los derechos reconocidos en la mencionada Convención.
En el contexto de dicho compromiso, Chile ha tomado diversas medidas en la dirección de contar con una legislación, una institucionalidad y una política que garantice el ejercicio de los derechos civiles, políticos, económicos, sociales y culturales de manera integral, acorde a una perspectiva de autonomía progresiva que reconozca a los niños y niñas como sujetos de derecho y que reconfigure la relación de éstos con el Estado, la familia y la sociedad.
Con la finalidad de avanzar en este compromiso y dotar a Chile de un sistema coordinado de dispositivos legales, institucionales, políticos y sociales orientados a avanzar en la efectividad de los derechos de los niños y niñas y velar por su desarrollo progresivo y permanente, el día 29 de septiembre de 2015, se presentó el proyecto de ley que crea el Sistema de Garantías de Derechos de la Niñez. En este contexto, y en consonancia con estándares internacionales, fue necesario avanzar en la creación de una institucionalidad autónoma que, como parte del nuevo sistema de garantías de derechos de la niñez, velara por la difusión, promoción y protección de los derechos de los niños y niñas por parte de los órganos del Estado y de aquellas personas jurídicas de derecho privado que se encuentren vinculadas a estas materias, impulsando de esta manera la creación de una Defensoría de los Derechos de la Niñez, cuyo proyecto de ley ingresó al Congreso el 22 de marzo de 2016, convirtiéndose en ley al ser promulgada el 22 de enero de 2018.
La Defensoría de la Niñez comenzó su funcionamiento efectivo el 1 de julio de 2018, como una corporación de derecho público, autónoma de otros órganos del Estado.
El Senado eligió en abril de 2018, en votación unánime, a la abogada Patricia Muñoz como la primera "Defensora de la Niñez" de la historia de Chile, quien es la encargada de encabezar el organismo y de implementar la instalación de esta nueva Institución durante 5 años.
Será acompañada en su gestión por un "Consejo Consultivo de la Defensoría de la Niñez", conformado por representantes de la sociedad civil, de organizaciones de niños, niñas y adolescentes, y de las universidades acreditadas y reconocidas por el Estado, en cuya composición no intervendrá el Ejecutivo, ni otros poderes del Estado; de modo de preservar el carácter autónomo de la entidad.
La implementación nacional de la Defensoría será progresiva, de forma de tener presencia en todas las regiones del país, y desarrollará un diagnóstico de la situación de los derechos de los niños, niñas y adolescentes; y de la institucionalidad a nivel nacional, de forma de observar cuáles son los problemas, los avances y los obstáculos del tema, coordinando la institucionalidad pública en la defensa de los niños.

### Chipre
El Comisionado de los Derechos de los Niños (en griego: Επίτροπος Προστασίας των Δικαιωμάτων του Παιδιού) fue establecido por el Comisionado de la Protección de la Ley de los Derechos de los Niños, 2007. Leda Koursoumba fue nombrada primera Comisionada desde febrero de 2008. La agencia es miembro completo de la ENOC. En 2011, la Comisionada presentó su primer reporte paralelo al Comité de los Derechos del Niño de las Naciones Unidas.

### Colombia
La Defensoría del Pueblo de Colombia tiene una unidad de los derechos de los niños.

### Costa Rica
Costa Rica fue el segundo país (después de Noruega) en establecer un defensor infantil, estableciendo la Defensoría de la Infancia en 1987. En 1993, este organismo fue asimilado en la principal agencia Defensora del Pueblo (ombudsman), la cual creó una sección especializada en derechos infantiles.

### Croacia
El Defensor Infantil (Croata: Pravobranitelj za djecu) aspira a asegurar protección de los derechos de los niños; influenciar a las autoridades legislativas y ejecutivas a tomar a los derechos de los niños en consideración; promover el conocimiento de las opiniones y posturas de los niños, e informar a adultos y niños sobre los derechos del niño. La Defensora, actualmente Mila Jelavić, tiene alrededor de 10 miembros y presenta reportes anuales al Parlamento de Croacia. La oficina es miembro del ENOC y CRONSEE.

### Dinamarca
En febrero de 2011 el gobierno danés rechazó una petición renovada de un comité de las Naciones Unidas para crear la posición de Ombudsman Infantil (en danés: Børneombudsmand); el organismo de la ONU en 2001 sugirió como alternativa la creación de un punto focal de los derechos del niño dentro de la oficina nacional defensora.
Existe un Consejo Nacional Infantil (en danés: Børnerådet), una institución nacional estatutaria que es políticamente independiente aunque administrativamente vinculada con el Ministerio de Asuntos de la Familia y Consumidor. El Consejo trabaja para salvaguardar los derechos de los niños; proporciona información de las condiciones de los niños en sociedad, ofrece asesoramiento y consultoría a las autoridades en asuntos referentes a los niños.

### El Salvador
El procurador de los Derechos Humanos u Ombudsman tiene un ombudsman adjunto especializado para los derechos de los niños.

### Eslovenia
En 2003 el Ombudsman Eslovaco nombró a una cuarta Dependencia con responsabilidad en los derechos de los niños.

### España
El Defensor del Pueblo y los organismos correspondientes en la Comunidad autónoma tienen competencia en materia que afecte a los niños y jóvenes, y la agencia nacional puede llevar casos a las cortes. En Andalucía la agencia regional defensora del pueblo (el Defensor del Pueblo Andaluz) tiene un ombudsman adjunto (Defensor del Menor) para niños y jóvenes, como su equivalente en Cataluña (el Síndic de Greuges).

### Estados Unidos
No hay una agencia federal defensora de los niños, pero algunas existen a nivel estatal, ciudad, o condado. (En los estados donde no existe un ombudsman infantil, existe un trabajo similar por parte de una oficina defensora genérica, por un servicio social defensor o por un organismo que vigile los servicios infantiles)
- En Connecticut, la Oficina del Defensor Infantil es una agencia ombudsman independiente que monitorea y evalúa las agencias públicas y privadas involucradas en la protección de los niños, y revisa las políticas estatales y procedimientos para asegurar que protejan los derechos de los niños y promuevan su mejor interés.[31][32]
- En Delaware, la Oficina del Defensor Infantil aspira a salvaguardar el bienestar de los niños a través de apoyo educativo, reforma del sistema, concientización pública, capacitación y representación legal de los niños.[32][33]
- La Oficina del Defensor Infantil de Georgia aspira a proporcionar un primer punto de contacto para aquellos en los sectores públicos y privados para brindar asesoramiento, asistencia y ayuda con respecto a familias en riesgo y niños "acogidos" (foster children) en el estado.[32]
- El Defensor de los Servicios del Bienestar Infantil de Maine, también conocido como el Ombudsman de los Niños, es una oficina imparcial que se especializa en ayudar a las personas en resolver asuntos con el Departamento de Servicios Protectores del Niño del Departamento Estatal de Salud y Servicios Humanos.[32][34]
- En Massachusetts, la Oficina del Defensor Infantil aspira a asegurar que todo niño involucrado con las agencias bienestar infantil o justicia juvenil esté protegido de daños y reciba servicios apropiados y efectivos dados de forma oportuna y respetuosa.[35]
- El Departamento de Tecnología, Administración y Presupuesto de Míchigan mantiene una Oficina Defensora Infantil. (OCO por sus siglas en inglés).
- A pesar de no ser estrictamente un ombudsman infantil, la Oficina del Defensor de las Familias de Minnesota busca asegurar que a los niños y sus familias se les garantice un trato justo, especialmente en terrenos raciales, por todas las agencias que dan servicios de bienestar infantil. Hay cuatro defensores, que trabajan independientemente pero en colaboración con cada uno de los siguientes grupos: el Consejo de Asuntos Indios, el Consejo de Asuntos Chicano Latinos, el Consejo de Black Minnesotans, y el Consejo de Asian-Pacific Minnesotans.[36]
- En Misuri, la Oficina del Defensor Infantil es una parte independiente de la Oficina de Administración la cual opera independientemente de la División Infantil del Departamento de Servicios Sociales (DSS por sus siglas en inglés) y otras agencias. La Oficina Defensora Infantil examina las leyes, políticas, procedimientos y prácticas con respecto a la entrega eficaz de servicios a familias y niños mediante la identificación de problemas y el ofrecimiento de recomendaciones apropiadas. La Oficina investiga quejas sobre la acción o fallo de una agencia al actuar y está autorizada a hacer recomendaciones en casos que involucran a cualquier niño en riesgo de abuso, negligencia u otro daño, o niños o familias involucradas con servicios de protección infantil o bienestar infantil. La Oficina puede proveer o coordinar servicios de mediación entre escuelas de distrito y padres cuando las alegaciones de abuso infantil ocurren en una escuela.[37]
- En Nueva Jersey, una Oficina del Defensor Infantil fue creada como un vigilante independiente en 2003 a raíz de los escándalos que afectaron a la División de Servicios de la Juventud y Familiares. En 2010 el Gobernador Republicano, Chris Christie, abolió el oficio.[38]
- No existe un organismo estatal en Ohio, pero existe uno similar a nivel local el cual es el Defensor de los Servicios Infantiles del Condado Lucas, el cual media para resolver problemas relacionados el sistema de distribución de Servicios Infantiles; el ombudsman puede investigar denuncias y hacer recomendaciones, pero no tiene autoridad para hacer o revertir decisiones.[39]
- La Oficina del Defensor Infantil de Rhode Island pretende proteger los derechos legales de los niños en cuidado estatal y promover políticas y prácticas que aseguren que los niños estén a salvo; que los niños tengan familias permanentes y estables; y que los niños en colocaciones fuera de casa tengan sus necesidades físicas, mentales, salubres, educativas, emocionales y de comportamiento satisfechas.[40]
- En Carolina del Sur, la Oficina de Asuntos Infantiles dentro de la Oficina del Gobernador brinda servicios defensores en nombre de las familias y niños, recibiendo consultas, revisando y respondiendo a incógnitas o problemas que involucren o impacten a los niños tanto de forma directa como por remisión, y brindando información y remisión a otros servicios y recursos.[41]
- La Comisión sobre los Niños y la Juventud de Tennessee (TCCY por sus siglas en inglés) Ombudsman para Niños, Juventud y Familias es un mecanismo de resolución de problemas externo para los niños en custodia del Departamento de Servicios Infantiles, programa cuidador similar o sistema de Servicios Protectores Infantiles (CPS por sus siglas en inglés). El TCCY tiene autoridad estatutaria para revisar a los niños en el sistema de foster care (cuidado de acogido), a cargo de familiares o CPS y hacer recomendaciones para mejorar. El Ombudsman ayuda a resolver problemas mediando las preocupaciones de cada persona involucrada en el caso infantil o familiar. El Ombudsman puede servir como defensor de la familia, el estado o el proveedor, pero siempre trabaja por los mejores intereses infantiles.[42]
- En Utah, la Oficina Defensora de Protección Infantil (OCPO por sus siglas en inglés) fue establecida por la Legislatura del Estado para ayudar a resolver cuestiones sobre la protección de los niños que estén recibiendo servicios de la División de Servicios Infantiles y Familiares (DCFS por sus siglas en inglés). La oficina recibe e investiga denuncias.[43]
- En el estado de Washington, la Oficina Defensora Infantil y Familiar investiga denuncias sobre las acciones o inacciones de la agencia que involucren cualquier niño en riesgo de abuso, negligencia u otro daño y un niño o padre involucrado con protección infantil o servicios de bienestar infantil. La Defensora puede intervenir en casos en los que ha sido determinado que la acción o inacción de una agencia es no autorizada o irrazonable. La oficina también trabaja para identificar problemas de todo el sistema y recomendar cambios apropiados al Gobernador, la Legislatura y los oficiales de la agencia.[44] Un ejemplo de un servicio ombudsman infantil local en el estado Washington es la Comisión Infantil del Condado Snohomish.
- Aunque no existe un servicio estatal en Wisconsin, la Oficina Defensora del Bienestar Infantil del Milwaukee (OMOCW por sus siglas en inglés) es un servicio gratis y público que revisa cuestiones con casos específicos en relación con la seguridad, permanencia y bienestar de niños y familias involucradas con el Departamento del Bienestar Infantil de Milwaukee.[32]

### Estonia
En diciembre de 2010, el Comité de Finanzas Parlamentario apropió 383,000 euros para el Canciller de Justicia, el equivalente aproximado de un ombudsman nacional, para establecer una Oficina Defensora Infantil.

### Finlandia
Finlandia recientemente estableció la Oficina del Ombudsman Infantil (en finés: Lapsiasiavaltuutettu). Previamente, dentro de la Oficina Parlamentaria Defensora del Pueblo, existía un ombudsman especializado para el bienestar de los niños.

### Francia
En mayo de 2011, el gobierno francés junto la oficina Defensora Infantil (del francés: Défenseur des enfants) con la principal agencia defensora del pueblo y otros organismos, creando un nuevo organismo llamo el Defensor de los Derechos (Défenseur des droits). En julio de 2011 Dominique Baudis fue asignado, por el Consejo del Estado, en el nombramiento del primer ministro, por un periodo de seis años.

### Georgia
El Defensor Público (ombudsman) de Georgia ha establecido un Centro de los Derechos Infantiles.

### Grecia
A pesar de que Grecia no tiene una oficina autónoma, el Defensor del Ciudadano (Ombudsman) de Grecia (en griego: Συνήγορος του Πολίτη), creado en 1998 como una autoridad independiente, tiene adicionalmente a los cargos de Ombudsman y Ombudsman Delegado, seis Defensores Asistentes, uno de los cuales coordina las actividades del Departamento de los Derechos de los Niños, y es a veces referido como el Ombudsman para los Derechos de los Niños. El Departamento fue establecido en 2003, por la ley 3094/2003, para investigar presuntos actos y omisiones por individuos y entidades legales que violen los derechos de los niños o pongan en peligro su bienestar.

### Guatemala
Dentro de la oficina de la Procuraduría de los Derechos Humanos (ombudsman), un miembro es designado a servir como Defensor de los Derechos de la Niñez.

### Honduras
El Comisionado Nacional de Derechos Humanos tiene un mandato específico (y una sección internacional) para la protección de los derechos de los niños y la familia; también hay algunos defensores de los derechos infantiles municipales.

### Hungría
El Comisionado Adjunto en la oficina del Comisionado Parlamentario de Derechos Humanos se encarga de casos que involucren a los niños.

### Irlanda
Emily Logan se volvió la primera Ombudsman Infantil en marzo de 2004, después de la aprobación de la Ley Procuradora de la Infancia 2002. Las áreas principales de trabajo de la Oficina Defensora de los Niños (OCO por sus siglas en inglés) son manejo de denuncias; comunicación y participación; e investigación y política. La OCO es un miembro de la Red Británica e Irlandesa de Defensores y Comisionados Infantiles (BINOCC por sus siglas en inglés).

### Italia
La ley número 112 del 12 de julio de 2011 estableció un Ombudsman para la niñez y adolescencia como un instituto independiente.

### Lituania
La Institución Defensora de los Derechos de los Niños de la República de Lituania (en lituano: Lietuvos Respublikos Vaiko Teisių Apsaugos Kontrolieriaus Įstaiga) fue establecida en septiembre de 2000. Busca mejorar la protección legal de los niños, defender los derechos e intereses infantiles, el ejercer supervisión y control de las acciones de autoridades públicas en relación con los niños. La Defensora puede conducir investigaciones, exigir la producción de información y evidencia, proponer legislación y política, e informar al presidente, el Parlamento, el Gobierno o a un consejo municipal sobre violaciones de actas legales o deficiencias en la ley.

### Nicaragua
El procurador para la Defensa de los Derechos Humanos tiene una oficina para los derechos de los niños.

### Noruega
En 1981 Noruega fue el primer país en establecer un Ombudsman para los Niños (en noruego: Barneombudet). La oficina tiene poderes estatutarios para investigar denuncias individuales; también monitorea la legislación y política, y se ocupada de la educación en derechos humanos. Busca la incorporación de la Convención sobre los Derechos del Niño dentro de todas las áreas de la sociedad, y está particularmente atenta a niños vulnerables. La actual ombudsman es Anne Lindboe, una pediatra (designada en 2012). La Dr. Lindboe llamó la atención internacional cuando pidió que la circuncisión fuera prohibida hasta los quince años, y que los judíos y musulmanes la sustituyeran con una ceremonia simbólica. Dr. Lindboe sucedió a Reidar Hjermann (2004-2008, 2008-2012), y a Trond Waage (1996-2004), el fundador de ENOC.

### Nueva Zelanda
La Oficina del Comisionado Infantil (Māori: Manaakitia A Tatou Tamariki) fue fundada bajo el Acta de Niños, Jóvenes y Sus Familias de 1989, y el Acta de Comisionado Infantil de 2003 reformó la institución. La Comisión promueve conciencia y entendimiento de las opiniones e intereses de los niños, conduce investigaciones y consultas, y puede investigar casos individuales. El Grupo de Referencia de la Juventud (en inglés Young People’s Reference Group y sus siglas YPRG), comprometiendo jóvenes de entre 12 y 18, apoya al Comisionado y otras agencias gubernamentales en planificación estratégica y consultación con niños y jóvenes. El Comisionado Infantil es usualmente un pediatra o académico. El actual Comisionado es Russell Wills.

### Países Bajos
Como en Grecia, la función del Defensor de los Niños (en neerlandés: de Kinderombudsman) está dentro de la oficina Defensora Nacional. Bajo la legislación promulgada en junio de 2010, y efectiva desde abril de 2011, un Ombudsman Adjunto, Marc Dullaert, fue nombrado el primer Defensor Infantil. Tanto la Defensora Nacional como la Defensora Infantil se reportan directamente con el Parlamento Holandés. El rol de la Defensora Infantil es el promover los derechos del niño en la esferas pública y privadas dando aviso e información; asesorar al gobierno y al Parlamento sobre legislación y política que afecte a los derechos de los niños; investigar denuncias o conducir investigaciones por iniciativa propia, y monitorear cómo las denuncias de niños o sus representantes son solucionadas por organismos relevantes.

### Perú
Además de las Defensorías del Niño y del Adolescente establecidas a nivel local, apoyadas por municipios y ONGs, el Defensor del Pueblo Nacional trata con casos excepcionales.

### Polonia
El Ombudsman Infantil (en polaco: Rzecznik Praw Dziecka) fue establecido por la Ley del Defensor Infantil aprobada el 6 de enero de 2000, implementando el artículo 72(4) de la Constitución de la República de Polonia. El cargo es actualmente ocupado por Marek Michalak, designado por el parlamento en julio de 2008. Michalak es un Caballero de la Orden de la Sonrisa, una conmemoración creada para adultos que avanzan los intereses infantiles.

### Portugal
El Defensor del Pueblo Portugués (en portugués: Provedor de Justiça) ofrece un servicio de número de llamada gratuita para niños.
Existe también el presidente de la Comisión Nacional de Protección de Niños y Jóvenes en Riesgo

### Reino Unido
Existen agencias separadas en las cuatro jurisdicciones de RU.
- El cargo de Comisionado Infantil de Inglaterra fue establecido bajo el Acta Infantil 2004 como un organismo público no departamental; la actual encargada de la oficina es Maggie Atkinson.
- El Comisionado de Escocia para los Niños y Jóvenes es Tam Baillie. La oficina fue establecida por el Acta del Comisionado Infantil y de la Juventud de 2003.[62]
- Keith Towler es el Comisionado Infantil de Gales, una oficina establecida bajo el Acta De Comisionado Infantil de Gales 2001.[63][64][65]
- El Comisionado de Irlanda del Norte para los Niños y Jóvenes es actualmente Patricia Lewsley; la oficina fue establecida en 2003.[66]

Las cuatro agencias de RU son miembro de la Red Británica e Irlandesa de Defensores y Comisionados Infantiles (BINOCC).

### Rusia
La oficina del Comisionado de los Derechos de los Niños para el Presidente de la Federación Rusa, también conocido como el Comisionado Presidencial de los Derechos de los Niños, fue inicialmente ocupada por Alexei Golovan. Por decreto presidencial el 30 de diciembre de 2009, el presidente Medvédev designó a Pavel Astakhov al cargo.
Los primeros defensores infantiles comenzaron a aparecer en las regiones en 1998 dentro de un marco de cooperación entre Rusia y la UNICEF. Los defensores infantiles actualmente operan en 50 regiones de la Federación Rusa.

### Serbia
El Protector de Ciudadanos de la República de Serbia (Ombudsman), una autoridad estatal independiente con amplio mandato para proteger los derechos y libertades humanas, fue creado por la ley en 2005 y se le dio un estado constitucional en 2006. La oficina es miembro de ENOC.

### Suecia
En 1990 el Riksdag ratificó la Convención sobre los Derechos del Niño (CRC). Suecia se ha comprometido con ello al derecho internacional para aplicar la Convención, y alrededor del mismo tiempo, el Gobierno examinó la cuestión de la designación de un Defensor del Menor. En 1993, el Parlamento sueco aprobó finalmente el nombramiento de un Defensor del Pueblo y el Defensor del Pueblo para Ley de la Infancia (1993:335) que entró en vigor el 1 de julio. De acuerdo con esta ley, el Defensor del Menor en Suecia (en sueco: Barnombudsmannen) encargado de la promoción pública y la difusión de información sobre los derechos y necesidades de los niños y jóvenes, y debe representar a los niños sobre sus derechos y los intereses sobre la base de la CDN.

### Ucrania
La posición de Representante Autorizado del Presidente de Ucrania para los Derechos de los Niños, u Ombudsman infantil, fue asignada en agosto de 2011 a Yuriy Pavlenko, quien había sido Ministro para la Familia, la Juventud y el Deporte en los gabinetes del Primer Gobierno Yekhanurov, Alianza de Unidad Nacional y Tymoshenko. Ucrania fue el primer país en poner a un niño como defensor infantil cuando Ivan Cherevko y Julia Kruk fueron designados conjuntamente como los primeros defensores a finales del 2005.